# Živko Gocić
Živko Gocić (szerb cirill átírással: Живко Гоцић) (Belgrád, 1982. augusztus 24. –) olimpiai bajnok (2016), kétszeres olimpiai bronzérmes (2008, 2012), világbajnok (2009, 2015), és négyszeres Európa-bajnok szerb vízilabdázó, 2011 és 2018 között a Szolnoki Dózsa-KÖZGÉP játékosa. 2017-ben bajnokok ligáját nyert. 2018 és 2022 között a csapat edzője.

## Sikerei, díjai
- LEN-szuperkupa
  - győztes (1): 2017 – Szolnok